# Agelena fagei
Agelena fagei är en spindelart som beskrevs av Lodovico di Caporiacco 1949. Agelena fagei ingår i släktet Agelena och familjen trattspindlar.
Artens utbredningsområde är Kenya. Inga underarter finns listade i Catalogue of Life.